# Катастрофа Ми-8 на месторождении имени Требса
Катастрофа Ми-8 на месторождении имени Требса — авиационная катастрофа, произошедшая 7 декабря 2014 года в районе нефтяного месторождения имени Требса в Ненецком автономном округе с вертолетом Ми-8ТВ RA-06138 авиакомпании «2-й Архангельский объединённый авиаотряд». На борту находились три члена экипажа и четыре пассажира, два человека погибли, остальные получили травмы.
Вертолёт выполнял полет по заявке ОАО "Башнефть" по маршруту вертолетная площадка «Колва» — вертолетная площадка опорной базы промысла ОАО «Башнефть» на нефтяном месторождении имени Романа Требса — вертолетная площадка «Колва». После высадки двух пассажиров, выгрузки и загрузки груза (общим весом 400 кг) без выключения двигателей в 13:03 экипаж произвел вылет на вертолетную площадку «Колва». Через 2-2,5 минуты после взлета, на высоте 215-250 м произошло последовательное самовыключение левого и правого двигателей. Экипаж принял меры к выполнению вынужденной посадки и попытался запустить двигатель. При выполнении посадки с неработающими двигателями в условиях ухудшенной видимости, на скорости полета 110—120 км/ч и вертикальной скорости снижения 6—8 м/с произошло столкновение вертолёта с земной поверхностью в тундровой местности с правым креном около 20° и с отрицательным углом тангажа около 4° в 2,4 км южнее вертолетной площадки опорной базы промысла на нефтяном месторождении имени Романа Требса. Вертолет разрушился. Пожара на месте события не было.